# المنطقة العسكرية الثانية (اليمن)

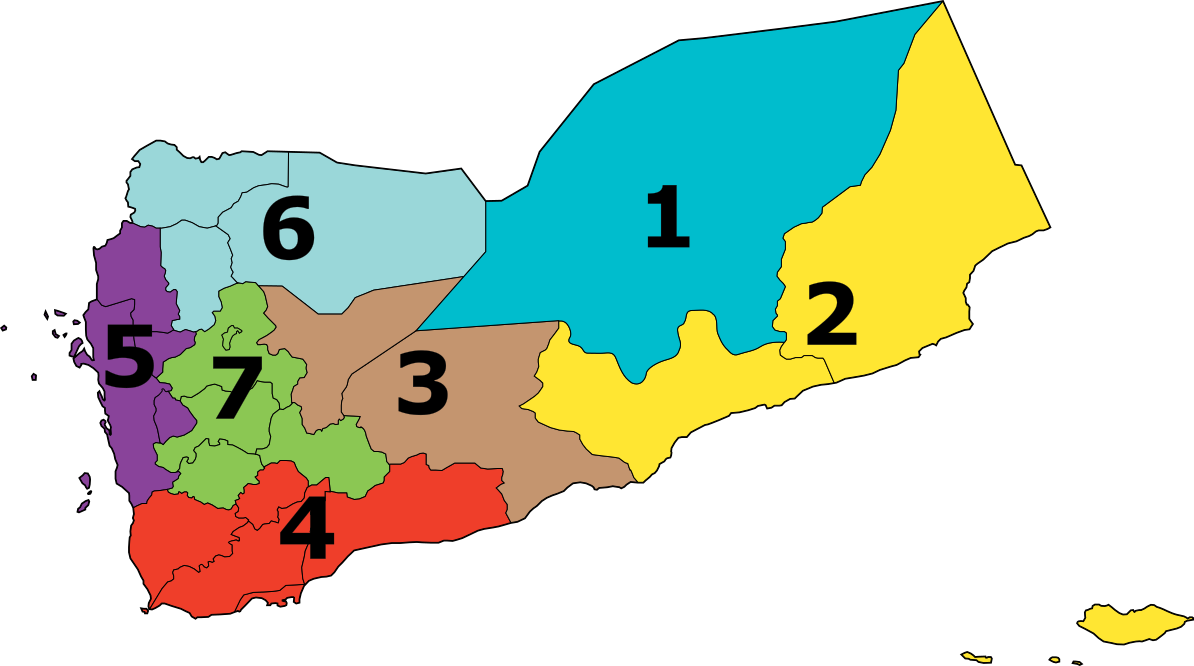
تقسيمات مسرح المناطق العسكرية اليمنية للجيش اليمني

المنطقة العسكرية الثانية هي إحدى المناطق العسكرية اليمنية وتنتشر في جنوب محافظة حضرموت وفي محافظتي المهرة وسقطرى، ويقع مركز قيادتها في مدينة المكلا، وتتكون المنطقة من 9 قوات قتالية.

## القادة
1. اللواء محسن ناصر قاسم حسن [1] (10 أبريل 2013 -)
2. اللواء فرج سالم البحسني (2015 -13 أغسطس 2022).
3. اللواء فايز منصور سعيد قحطان (13 أغسطس 2022)[3]
4. اللواء الركن طالب سعيد عبدالله بارجاش ( 19 نوفمبر 2023 - حتى الآن)[4]

## تاريخ

### أحداث 2013
في صباح يوم الاثنين 30 سبتمبر 2013 أقتحم مجموعة من المسلحين التابعين لتنظيم القاعدة مقر قيادة المنطقة العسكرية الثانية، متنكرين بلباس مدني وتتقدمهم سيارة ملغومة بالمتفجرات وقتل في العملية حوالي 12 جندياً، وسيطر المسلحين على المقر لثلاثة أيام  الذي وصفة بيان للتنظيم بأن هذا المكان قد أوكل إليه مهام محاربة الإرهاب في اليمن وأعمال القرصنة،  وأستعادت مجموعة من جنود قوة مكافحة الإرهاب السيطرة على المقر يوم الخميس 3 أكتوبر بقصفه بالقنابل والمتفجرات مما أدى لمقتل جميع من فيه بمن فيهم الرهائن من الجنود والضباط، وقام رئيس هيئة أركان الجيش اللواء أحمد الأشول بتكريم من شاركوا في عملية استعادة المقر ومنحهم ترقيات.

## القوة العسكرية
| م | اللواء                  | النوع      | مكان التمركز | المحافظة      |
| - | ----------------------- | ---------- | ------------ | ------------- |
| 1 | قيادة المنطقة           | قوات برية  | المكلا       | محافظة حضرموت |
| 2 | المحور العملياتي الغيظة | قوات برية  | الغيظة       | محافظة المهرة |
| 3 | اللواء 123 مشاة         | قوات برية  | حات          | محافظة المهرة |
| 4 | اللواء 137 مشاة ميكا    | قوات برية  | الغيظة       | محافظة المهرة |
| 5 | اللواء 27 مشاة ميكا     | قوات برية  | المكلا       | محافظة حضرموت |
| 7 | قاعدة المكلا البحرية    | قوات بحرية | المكلا       | محافظة حضرموت |
| 6 | اللواء الأول مشاة بحري  | قوات بحرية | سقطرى        | محافظة حضرموت |
| 8 | اللواء 190 دفاع جوي     | قوات جوية  | المكلا       | محافظة حضرموت |
| 9 | قاعدة الريان الجوية     | قوات جوية  | المكلا       | محافظة حضرموت |